# DTX

ATX, µATX, DTX, mini-ITX et mini-DTX

AMD a présenté un nouveau standard pour les boîtiers et les cartes mères miniatures, le DTX pour la première fois au CES en janvier 2007.

## Caractéristiques
AMD propose ainsi aux constructeurs de PC et de carte mère une nouvelle alternative au format actuel (ATX) pour concevoir des PC extrêmement petits. Ce format permet d'atteindre des tailles de boîtier et de carte mère que n'aurait pas atteint le format ATX.

## Spécifications
- Un maximum de 2 connecteurs d'extension PCI (ou un PCI et un PCI-Express, pour une carte graphique dédié)
- connecteur d'extension ExpressCard (optionnel)
- La dissipation thermique du processeur ne doit pas dépasser 65 watts
- Taille DTX : 243,84 mm x 203,20 mm
- Taille Mini-DTX : 170,18 mm x 203,20 mm

## Compatibilité
Les cartes mères DTX sont compatibles avec les boîtiers ATX.
Les boîtiers DTX sont compatibles avec les cartes mères mini-ITX.